# 小行星8063
小行星8063（8063 Cristinathomas）是一颗绕太阳运转的小行星，为主小行星带小行星。该小行星于1977年12月19日发现。

## 轨道参数
小行星8063的轨道半长轴为440 616 581 km，2.9452980 UA，离心率为0.052。